# س. بيتر فاغنر
س. بيتر فاغنر (بالإنجليزية: C. Peter Wagner)‏ هو مبشر أمريكي، ولد في 1930 في نيويورك في الولايات المتحدة، وتوفي في 21 أكتوبر 2016 في كولورادو سبرينغس في الولايات المتحدة.